# 少女探偵ナンシー
『少女探偵ナンシー』（しょうじょたんていナンシー、Nancy Drew）は、アメリカ合衆国の児童向け推理小説。少女ナンシー・ドルーが事件を解決するシリーズもので、少女探偵ものの代表的な作品である。翻訳により主人公の呼称には「ナンシー・ドリュー」もある。

## 概要
1930年に出版社ストラッテメイヤー・シンジゲートの創設者でもあるエドワード・ストラッテメイヤー（Edward Stratemeyer）が書き始めた。シリーズはキャロリン・キーン（Carolyn Keene）名義で、複数の代作者によって継続された。
アメリカ社会の文化・趣向の変化に応じて、数十年にわたり主人公ナンシー・ドルー像は刷新されていっており、シリーズはかなりの改訂を経ている。例えば1959年には人種差別的な部分が大幅に削除されたが、それが成功につながったかどうかは疑問が残る。多くの文学研究者の意見が「この改訂によって主人公の率直な人柄は弱まり、彼女は従順で因習的で控えめなキャラクターに堕してしまった」との方向で一致している。1980年に始まった新シリーズ"Nancy Drew Files"は、もう少し成長し、もう少しプロ寄りの探偵になったナンシーを描いたもので、プロットの傾向も恋愛小説寄りとなっている。2004年、1930年以来続いていた本来の"Nancy Drew Mystery Stories"は終了し、新シリーズ"Girl Detective"（登場人物がハイブリッドカーを乗り回し携帯電話を使いこなす世代にアップデートされている）が開始された。ナンシー像の描写は時代に合わせて変化し、大胆不敵で活発な若い女性から、むしろ臆病で受動的な性格となって来ている。
これらの変化にもかかわらず、ナンシー・ドルー・シリーズは世界的な人気を保っている。累計で少なくとも8千万部が売られ、20を超える言語に翻訳されている（日本では金の星社や東京創元社より出版）。映像化も行なわれており、5本の映画、2つのテレビシリーズがある。多数のコンピュータ・ゲームをはじめ、各国で多彩なキャラクター商品が発売されている。
一種の偶像として、ナンシー・ドルーは多くの著名な女性たちの人間形成に影響を与えたことが言及されている。例えばサンドラ・デイ・オコナー、ソニア・ソトマイヨール、ヒラリー・クリントン、ローラ・ブッシュである。フェミニズム陣営の文芸批評家たちは、ナンシー・ドルーを願望充足的で神話的なキャラクターである、または女性性とは正反対の概念の具現化物である、と分析している。

## 主要登場人物
- ナンシー・ドルー(Nancy Drew)
18歳の高校三年生。リヴァー・ハイツ（River Heights、架空の町）在住。
正義感が強く、行動力抜群で好奇心旺盛な金髪碧眼の美少女。
- ジョージ・フェイン (Georgia "George"  Fayne)
ナンシーの親友。茶髪茶眼の少女。ショートカットでボーイッシュ。
- べス・マービン (Bess Marvin)
ナンシーの親友。ジョージのいとこ。金髪碧眼の少女。おしゃれに関心が深く、ちょっと臆病だが毎回、ナンシーやジョージと行動を共にし、協力する。
- カーソン・ドルー (Carson Drew)
ナンシーの父親。有能な弁護士。
- ハンナ・グルエン夫人（Hannah Gruen）
ナンシーの母が亡くなった後、ドルー家の家事を取り仕切っている家政婦。
- ネッド
ナンシーのボーイフレンド。

## 日本語訳作品

### 秋元書房　ジュニアシリーズ
- 『楽譜の秘密』（The Secret in the Old Attic、大久保康雄訳） 1956
- 『秘密の階段』（The Hidden Staircase、田中西二郎訳） 1956
- 『不思議な手紙』（Nancy's Mysterious Letter、大久保康雄訳） 1956

### 保育社　少年少女探偵冒険全集
- 『日記の謎』（The Clue in the Diary） 1956
- 『こわれた首飾』（The Clue of the Broken Locket、能島武文訳） 1957
- 『象牙のお守り』（The Mystery of the Ivory Charm、淡路瑛一訳） 1958

### 金の星社 少女世界推理名作選集
- 『少女探偵ナンシー』（The Clue of the Tapping Heels、土居耕訳） 1962
- 『古い柱時計の秘密』（The Secret of the Old Clock、谷村まち子訳） 1962
- 『ランプの秘密』（By the Light of the Study Lamp、山主敏子訳） 1962
- 『少女探偵ナンシーの活躍』（The Sign of the Twisted Candles、岡上鈴江訳） 1962
- 『緑の屋敷の秘密』（The Mystery at the Moss-Covered Mansion、塩谷太郎訳） 1962
- 『宝石盗難事件』（The Mysterious Fireplace、那須田稔訳） 1964
- 『シャドー牧場の秘密』（The Secret of Shadow Ranch、久米元一訳） 1964
- 『白い顔黒い手』（The Mystery of the Ivory Charm、野長瀬正夫訳） 1965

### 講談社 世界少女小説全集
- 『探偵少女ナンシー』（The Message in the Hollow Oak、諏訪晃代訳） 1963

### ポプラ社 ジュニア世界ミステリー
- 『幽霊の階段』（The Hidden Staircase、中尾明訳） 1968
- 『ライラック・インの謎』（The Mystery at Lilac Inn、龍口直太郎訳）1968
- 『ふしぎな手紙』（Nancy's Mysterious Letter、桐村郷子訳） 1968
- 『消えた地図の行くえ』（The Quest of the Missing Map、土居耕訳） 1968
- 『赤い舞踏靴の秘密』（The Scarlet Slipper Mystery、谷村まち子訳） 1968

### 集英社 マーガレット文庫 世界の名作
- 『ひみつの階段』（The Hidden Staircase、塩谷太郎訳） 1975

### 読売新聞社 アメリカン・ジュニア・ミステリー・ブックス
- 『手帳の秘密』（The Clue in the Diary、大場恒子訳） 1976
- 『幻の白馬』（The Secret of Shadow Ranch、小野瀬嘉慈訳） 1976
- 『盗まれた楽譜』（The Secret in the Old Attic、小野瀬嘉慈訳） 1976
- 『白い秘密結社』（The Secret of Red Gate Farm、小野瀬嘉慈訳） 1976
- 『ラークスパー荘の謎』（The Password to Larkspur Lane、大場恒子訳） 1976
- 『湖上の幽霊船』（The Clue of the Broken Locket、大場恒子訳） 1976
- 『消えたプリマドンナ』（The Clue in the Crumbling Wall、近藤若菜訳） 1976
- 『オルガンをひく亡霊』（The Ghost of Blackwood Hall、近藤若菜訳） 1976
- 『ビロードの仮面』（The Clue of the Velvet Mask、小野瀬嘉慈訳） 1976
- 『毛皮コートの秘密』（The Mystery at the Ski Jump、大場恒子訳） 1976

### 偕成社 少女名作シリーズ
- 『少女ナンシーの冒険』（The Secret of Red Gate Farm、諏訪晃代訳） 1979　ISBN：4-035-16190-X

### ポプラ社 ポプラ社文庫
- 『サーカス少女のひみつ』（The Ringmaster's Secret、谷村まち子訳） 1980　ISBN：4-591-01043-0

### 金の星社 文学の扉
- 『ブラックウッド館の謎』（The Ghost of Blackwood Hall、前田三恵子訳）1985　ISBN：4-323-00907-0

### 金の星社 フォア文庫
- 『少女探偵ナンシー』（The Clue of the Tapping Heels） 1998　ISBN：4-323-09003-X
- 『ナンシーの活躍』（The Sign of the Twisted Candles） 1998　ISBN：4-323-09004-8
- 『古い柱時計の秘密』（The Secret of the Old Clock） 1998　ISBN：4-323-09005-6
- 『緑の屋敷の秘密』（The Mystery at the Moss-Covered Mansion） 1999　ISBN：4-323-09006-4
- 『あらしの夜のできごと』（The Whispering Statue） 1999　ISBN：4-323-09007-2
- 『シャドー牧場の秘密』（The Secret of Shadow Ranch）1999　ISBN：4-323-09009-9

### 東京創元社 創元推理文庫 ナンシー・ドルー・ミステリ
1. 『古時計の秘密』（The Secret of the Old Clock、渡辺庸子訳）2007　ISBN：978-4-488-25003-4
2. 『幽霊屋敷の謎』（The Hidden Staircase、渡辺庸子訳）2007　ISBN：978-4-488-25003-4
3. 『バンガローの事件』（The Bungalow Mystery、渡辺庸子訳） 2008　ISBN：978-4-488-25005-8
4. 『ライラック・ホテルの怪事件』（The Mystery at Lilac Inn、渡辺庸子訳） 2008　ISBN：978-4-488-25006-5
5. 『シャドー牧場の秘密』（The Secret of Shadow Ranch、渡辺庸子訳） 2009　ISBN：978-4-488-25007-2
6. 『レッド・ゲート農場の秘密』（The Secret of Red Gate Farm、渡辺庸子訳） 2009　ISBN：978-4-488-25008-9
7. 『日記の手がかり』（The Clue in the Diary、渡辺庸子訳） 2010　ISBN：978-4-488-25009-6
8. 『ナンシーの謎の手紙』（Nancy's Mysterious Letter、渡辺庸子訳） 2012　ISBN：978-4-488-25010-2

### 金の星社 少女探偵ナンシー・ドルー
- 『ナンシー・ドルー ファベルジェの卵』（Nancy Drew 1: Without a Trace、小林淳子訳） 2008　ISBN：978-4-323-06664-6
- 『ナンシー・ドルー 戦線離脱』（Nancy Drew 2: A Race Against Time、小林淳子訳） 2007　ISBN：978-4-323-06662-2
- 『ナンシー・ドルー ファッションデザイナーの疑惑』（Nancy Drew 22: Dressed to Steal、小林淳子訳） 2008　ISBN：978-4-323-06663-9
- 『ナンシー・ドルー ハリウッド映画殺人事件』（Nancy Drew 24: Murder on the Set、小林淳子訳） 2008　ISBN：978-4-323-06664-6

## 映像化

### 映画
- 『少女探偵ナンシー・ドルー（英語版）』 - 1939年の映画
- 『美少女探偵ナンシー・ドリュー』 - 2007年の映画
- 『ナンシー・ドリューと秘密の階段（英語版）』 - 2019年の映画

### テレビ
- 『ハーディ・ボーイズ&ナンシー・ドルー』 - 1977年 - 1979年放送のテレビシリーズ
- 『おてんば探偵ナンシー・ドリュー』 - 2002年のテレビ映画

## 参考資料
- Peters, Carol; Clough, Paul; Gey, Fredric C. et al., eds (2007). Evaluation of Multilingual and Multi-modal Information Retrieval: 7th Workshop of the Cross-Language Evaluation Forum, CLEF 2006, Alicante, Spain, September 20-22, 2006, Revised Selected Papers. Springer. ISBN 3540749985.
- Rehak, Melanie (2006). Girl Sleuth: Nancy Drew and the Women Who Created Her. Harvest. ISBN 015603056X.
- Nash, Ilana (2006). American Sweethearts: Teenage Girls in Twentieth-Century Popular Culture. Indiana University Press. ISBN 0253218020.
- Lapin, Geoffrey (April 1989). "The Ghost of Nancy Drew". Books at Iowa.  Retrieved 15 March 2009.
- Leigh Brown, Patricia (April 25, 1993). "Nancy Drew: '90s role model". St. Petersburg (FL) Times: pp. 1D.
- Stowe, Jennifer (April, 1999). The Visual Rewriting of Nancy Drew. University of North Carolina at Chapel Hill. http://ils.unc.edu/MSpapers/backup_pdf/stowe.pdf. Retrieved 15 March 2009.
- Inness, Sherrie (1997). The Lesbian Menace. University of Massachusetts Press. ISBN 1558490914.
- McFeatters, Ann Carey (2005). Sandra Day O'Connor: Justice in the Balance. UNM Press. ISBN 0826332188.
- Burrell, Jackie (15 June 2007). "Times change, but Nancy Drew has lost none of her appeal". Contra Costa Times. Retrieved 18 March 2009.
- Chamberlain, Kathleen (June 1994). "The Secrets of Nancy Drew: Having Their Cake and Eating It Too". The Lion and the Unicorn (ProjectMuse) 18 (1): 1–12. doi:10.1353/uni.0.0328 (inactive 2009-04-04).